# 地球公转
地球环绕太阳的运动称为地球公轉。因为同地球一起环绕太阳的还有太阳系的其他天体，太阳是它们共有的中心天体，故被称为“公”转。方向是自西向东，从北天极看呈逆时针，从南天极看呈顺时针。周期为1个恒星年，需时365日6时9分10秒。轨道是近似正圆的椭圆，太阳位于其中一个焦点上。

## 轨道
地球在公转中所形成的封闭轨迹，称为地球轨道。其在天球上的投影，称为黄道。

### 參數
地球軌道是一个橢圓，太陽位於其中的一個焦點上，具體參數如下：
- 半長軸：149,600,000公里
- 半短軸：149,580,000公里
- 半焦距：2,500,000公里
- 周長：940,000,000公里
- 偏心率：0.0167
- 扁率：1:7000

### 近日点和远日点
在地球的公转轨道上，有一点距离太阳最近，称为近日点，有一点离太阳最远，称为远日点。如：1982年，地球经过近日点的时间是1月4日19时，经过远日点的时间是7月4日22时。由于近点年比回归年长25分7秒，所以地球经过近日点和远日点的日期，每57年要推迟一日。
中距点：即轨道椭圆短轴的两端。如：1982年4月3日和10月5日时地球经过中距点。

## 地球的轨道面
地球轨道所在的平面称为地球的轨道面，也称为黄道面。

### 黄赤交角
主条目：转轴倾角
地球的赤道面与黄道面并不重合，而是有一个交角（二面角），就是黄赤交角。在2000年，这个交角为23°26′21″。

### 春分点、秋分点、夏至点、冬至点
这些点是在地心天球上。黄道和天球赤道的两个交点之一为白羊宫第一点，即春分点，第二个交点为天秤宫第一点，即秋分点，这两个点合称二分点。黄道上距天球赤道最远的两点之一为巨蟹宫第一点，即夏至点，第二个交点为摩羯宫第一点，即冬至点，这两个点合称二至点。

### 黄赤大距
在地心天球上，二至点与天赤道的距离称为黄赤大距，它是黄赤交角在地心天球上的体现，其值等于黄赤交角。

## 公转周期
公转周期为一个恒星年，需时365日6时9分10秒或365.2564日。

水平看公轉速度(與火星比較)

## 公转速度
平均角速度是每年360度，即每日59分。平均线速度为每年940,000,000公里，即约每秒29.79公里。即时角速度和即时线速度变化，在能量守恆的前提下，离太阳越近，位能越小，動能则越大，即时线速度和即时角速度就越大。在角動量守恆的前提下，即在相等長度的時間内，地球、太陽連線所掃過的面積是固定值。

## 公转产生的结果

### 恒星的周年视差位移

#### 周期
地球公转以大约一年为周期，恒星视差位移也以一年为周期，这种视差位移称为周年视差位移。

#### 轨迹
地球公转轨道是封闭曲线，恒星周年视差位移轨迹也是封闭曲线。在南北黄极，恒星周年视差位移轨迹是一正圆。在黄道上，它是一直线。天球的其他位置的位移轨迹全是椭圆，称为周年视差椭圆。

#### 大小
- π=a/D
- π：恒星年视差的大小，当日地连线同星地连星垂直时日星连线与地心连线的交角。
- a：日地平均距离。
- D：与恒星的距离。

### 太阳的周年运动
1. 太阳周年视差椭圆即是黄道，反映地球轨道面在天球上的位置，春分点和秋分点说明地球公转轨道面和赤道面的相交线在天球上的位置。
2. 太阳在黄道上的位置，反映地球在其轨道上的位置。如：太阳若位于春分点，地球则位于秋分点。
3. 太阳在黄道上的视运动方向，反映地球公转的方向。
4. 太阳周年视运动的周期，反映地球公转的周期（年）。
5. 太阳周年视运动的角度，反映地球公转的角速度。

### 行星和太阳的会合运动

#### 会合运动的概念
由于太阳和行星都以各自在特定的周期在地心天球上运动，这样在太阳和各个行星之间存在着相对运动，这种相对运动称为行星对太阳的会合运动。这种运动是地球的公转后果之一。

#### 合的概念
行星和太阳的黄经相等的现象称为行星同太阳相会合，简称合日或合。从黄极看，这时行星、太阳与地球位于同一条直线，且太阳和这个行星位于地球的同一侧。

#### 会合周期
- 行星的会合周期：S
- 行星的公转周期：P
- 太阳周年运动周期（地球的公转周期）：E
- 地内行星：1/S=1/P-1/E
- 地外行星：1/S=1/E-1/P

#### 地内行星和地外行星的合
1. 地内行星与太阳的黄经差有一定的限度，称为大距，分为东大距和西大距。地外行星没有大距，但有东方照和西方照，方照是指行星和太阳黄经差90度的情况。
2. 地内行星的合有上下合之分，上合的行星距地球最远，下合的行星离地球最近。地外行星有冲，冲是行星同太阳相距180度的情况，合日就是距地球最远，冲日就是距地球最近。

#### 行星在天球的运动
1. 表现：顺行-留-逆行-留-顺行依次出现。[1]
2. 顺行最快时，则是内側行星上合或外側行星合日，逆行最快时，则是地内行星下合或地外行星冲日。

### 月球和太阳的会合运动
1. 类似于地外行星相对于太阳的会合运动，而且直接与月相相联系。合即为朔，冲为望，东方照为上弦，西方照即为下弦。
2. 因为月球在天球上运行的角速度大于太阳的周年运动，所以月球相对于太阳的运动始终向东，而地外行星则相反。
3. 月球的运行只有顺行没有逆行。
4. 会合周期，即朔望月。1/S=1/M-1/E=29.5406日。[2]

## 內部連結
- 節氣